# Чемпіонат України з легкої атлетики 2020
Чемпіонат України з легкої атлетики 2020 серед дорослих був проведений 29-30 серпня в Луцьку на стадіоні «Авангард».
Основний чемпіонат первісно планувався до проведення на 19-21 червня, проте був перенесений на пізніші дати через пандемію коронавірусної хвороби. Згодом основний чемпіонат було остаточно призначено на 29-30 серпня.
Крім основного чемпіонату в Луцьку, протягом року в різних населених пунктах України також були проведені чемпіонати України в окремих дисциплінах легкої атлетики серед дорослих спортсменів.

## Хроніка основного чемпіонату
Попри зіпсовану через карантин підготовку атлетів, в низці дисциплін чемпіонату були показані результати світового рівня. В багатьох видах конкуренція зашкалювала, а долю нагород вирішували лічені соті секунди та міліметри.
Спринтерам не пощастило у фіналах з вітром. На чоловічій 200-метрівці фінальний забіг взагалі проходив при зустрічному -2,5 м/с. В цих непростих умовах перемогу здобув Сергій Смелик з Донеччини (21,00). Олександру Соколову з Миколаївщини не вистачило навіть особистого рекорду (21,12), аби оформити золотий дубль (перед цим він виграв 100 метрів — 10,47, випередивши всіх інших). У жінок тут тріумфували киянки. На стометрівці вони взагалі окупували весь п'єдестал — Яна Качур (11,76), Тетяна Мельник (11,80), Ганна Чубковцова (11,96). Втім, Мельник вдалося реваншуватися у фіналі з бігу на 200 метрів, де вона здобула більш ніж впевнену перемогу, випередивши на півсекунди срібну призерку, Чубковцову — 23,59 проти 24,09. Дніпрянка Анна Рижикова вирішила виступати в Луцьку на «чистій» 400-метрівці, і своє золото взяла, причому з особистим рекордом — 51,70. Так само з PB срібло тут виграла запоріжанка Катерина Климюк. У чоловіків на цій дистанції перемогу святкував 20-річний представник Сумщини Олександр Погорілко (46,77 — РВ), потіснивши досвідченіших волинянина Данила Даниленка (47,00) та Олексія Позднякова з Донеччини (47,54).
На 800-метрівці — без сенсацій. У жінок перемогу святкувала Ольга Ляхова з Полтавщини (2.03,49), а у чоловіків волинянин Євген Гуцол (1.49,17). Хоча Євгену добряче попсували нерви суперники — буковинець Олег Миронець відстав від нього на 9 сотих секунди, а киянин Владислав Фінчук — на 14 сотих. На довгих дистанціях передусім слід відзначити харків'янку Юлію Шматенко, яка на фініші бігу на 5000 метрів привезла найближчій переслідувачці 45 секунд — 15.49,59.
В бар'єрному бігу на 100-метрівці за зустрічного вітру -2,4 м/с впевнену перемогу здобула Анна Плотіцина з Київщини (13,35). Вікторія Ткачук з Донеччини була найкращою на бар'єрній 400-метрівці у жінок (55,60), а у чоловіків тут з особистим рекордом — 50,60 — тріумфував Дмитро Романюк з Рівного.
В стрибках у висоту у жінок за відсутності Ярослави Магучіх, Юлії Левченко та Ірини Геращенко боротьба за золото припинилася вже на позначці 1.89. Її подолала лише миколаївська атлетка Оксана Окунєва, яка у підсумку перемогла з результатом 1,92. У чоловіків суперництво було гострішим — його виграв Андрій Проценко з Херсонщини (2,30), сусідство якому на п'єдесталі склали два кропивничанина — Дмитро Яковенко (2,26) та Олег Дорощук (2,23).
Цікавою вийшла боротьба у секторі для стрибків з жердиною — її виграли харків'янка Марина Килипко (4,40) та Артур Бортніков з Дніпропетровщини (5,30), який лише за спробами обійшов Іллю Кравченка з Київщини.
У стрибках у довжину серед чоловіків призер чемпіонату Європи Сергій Никифоров з Київщини несподівано запоров всі три стартові спроби, і закінчив змагання з позначкою NM. Натомість Ярослав Ісаченков з Харківщини вже в другому стрибку встановив особистий рекорд (7,97), який приніс йому чемпіонський титул. У жінок тут впевнену перемогу здобула Марина Бех-Романчук з Хмельниччини, яка в кожній з шести своїх спроб стрибала далі, ніж інші її суперниці у своїх найкращих.
В потрійному стрибку атлети високих результатів не показали, втім порадували дуже напруженою боротьбою. У підсумку у жінок всього один сантиметр розділив чемпіонку від бронзової призерки — виграла харків'янка Ірина Піменова (13,40), другою стала Тетяна Пташкіна з Луганщини (13,39), третьою киянка Марія Сіней (13,39). У чоловіків ситуація була практично аналогічна — 7 сантиметрів між першим та третім місцем. Виграв з особистим рекордом Ігор Гончар з Донеччини (16,18).
В метанні молоту долю Никифорова повторив Михайло Гаврилюк з Івано-Франківської області. А от інший Михайло — Кохан — виглядав впевнено. 19-річний представник Дніпропетровщини переміг з результатом 75 м 39 см. Високі результати були показані в цьому виді у жінок. Господарка змагань Ірина Климець не залишила шансів Альоні Шамотіній з Дніпропетровської області — 71,71 проти 66,93.
Змагання з метання спису завершилися тріумфом столичного подружжя Ничипорчуків. Олександр став найкращим у чоловіків (72,36), а Тетяна — у жінок (54,03). У штовханні ядра сум'янин Ігор Мусієнко впевнено здолав свого принципового опонента з Київщини Віктора Самолюка — 19,48 проти 18,01.
Прикрасою чемпіонату стали змагання у багатоборствах. У чоловіків дуже впевнену перемогу здобув запорізький атлет Олексій Касьянов (7716). У жінок доля нагород була не відома ледь не до останнього виду. У підсумку золото виграла Аліна Шух з Київщини (6215), Ганна Касьянова з Запорізької області стала другою (5962), а ще одна представниця Київської області — Анастасія Мохнюк — третьою (5925).
Командний залік чемпіонату України виграла збірна Донецької області, другими стали кияни, третіми — представники Харківщини. За підсумками змагань була сформована збірна України, яка 19-20 вересня в Румунії виступила на чемпіонаті Асоціації балканських легкоатлетичних федерацій.

## Призери основного чемпіонату

### Чоловіки
| Дисципліни                | Золото                                                                               | Золото      | Срібло                                                                                  | Срібло      | Бронза                                                                       | Бронза      |
| ------------------------- | ------------------------------------------------------------------------------------ | ----------- | --------------------------------------------------------------------------------------- | ----------- | ---------------------------------------------------------------------------- | ----------- |
| 100 метрів                | Олександр Соколов Миколаївська область                                               | 10,47       | Сергій Смелик Донецька область                                                          | 10,53 SB    | Станіслав Коваленко Дніпропетровська область                                 | 10,65       |
| 200 метрів                | Сергій Смелик Донецька область                                                       | 21,00       | Олександр Соколов Миколаївська область                                                  | 21,12 PB    | Еміль Ібрагімов Чернівецька область                                          | 21,38       |
| 400 метрів                | Олександр Погорілко Сумська область                                                  | 46,77 PB    | Данило Даниленко Волинська область                                                      | 47,00 SB    | Олексій Поздняков Донецька область                                           | 47,54 SB    |
| 800 метрів                | Євген Гуцол Волинська область                                                        | 1.49,17     | Олег Миронець Чернівецька область                                                       | 1.49,26 SB  | Владислав Фінчук Київ                                                        | 1.49,31 SB  |
| 1500 метрів               | Олег Каяфа Київська область                                                          | 3.46,31     | Владислав Коваленко Донецька область                                                    | 3.46,75 PB  | Артем Алфімов Донецька область                                               | 3.46,80     |
| 5000 метрів               | Василь Коваль Житомирська область                                                    | 14.07,92 SB | Іван Стребков Тернопільська область                                                     | 14.21,64 SB | Роман Романенко Дніпропетровська область                                     | 14.22,16 SB |
| 110 метрів з бар'єрами    | Віктор Солянов Київ                                                                  | 14,11       | Андрій Василевський Миколаївська область                                                | 14,24 PB    | Кирило Хоменко Київ                                                          | 14,86       |
| 400 метрів з бар'єрами    | Дмитро Романюк Рівненська область                                                    | 50,60 PB    | Денис Нечипоренко Черкаська область                                                     | 50,88 SB    | Юрій Баранцов Луганська область                                              | 51,96 PB    |
| 3000 метрів з перешкодами | Роман Ростикус Львівська область                                                     | 9.07,10     | Юрій Грицак Черкаська область                                                           | 9.11,75 SB  | Василь Сабуняк Київ                                                          | 9.13,32 SB  |
| 4×100 метрів              | Сумська областьАртем Данильченко Ярослав Демченко Олексій Сергієнко Володимир Супрун | 41,06       | Чернівецька областьДавид Яновський Еміль Ібрагімов Олександр Помогаєв Максим Маковійчук | 41,58       | КиївВасиль Макух Ренат Поліщук Артем Шаматрин Кирило Хоменко                 | 41,83       |
| 4×400 метрів              | Сумська областьЄвген Швець Ярослав Демченко Костянтин Ожійов Олександр Погорілко     | 3.11,33     | Харківська областьВіктор Голубєв Валентин Діравка Михайло Сімбірьов Дмитро Бікулов      | 3.19,90     | Рівненська областьВладислав Новак Ярослав Голуб Максим Легкий Роман Долгушин | 3.21,46     |
| Стрибки у висоту          | Андрій Проценко Херсонська область                                                   | 2,30 SB     | Дмитро Яковенко Кіровоградська область                                                  | 2,26 SB     | Олег Дорощук Кіровоградська область                                          | 2,23 PB     |
| Стрибки з жердиною        | Артур Бортніков Дніпропетровська область                                             | 5,30 PB     | Ілля Кравченко Київська область                                                         | 5,30 SB     | Кирило Кіру Київська область                                                 | 5,20 SB     |
| Стрибки в довжину         | Ярослав Ісаченков Харківська область                                                 | 7,97 PB     | Ігор Гончар Донецька область                                                            | 7,80w       | Антон Копитько Дніпропетровська область                                      | 7,41 SB     |
| Потрійний стрибок         | Ігор Гончар Донецька область                                                         | 16,18 PB    | Владислав Шепелєв Одеська область                                                       | 16,16 PB    | Олександр Малосілов Донецька область                                         | 16,11 SB    |
| Штовхання ядра            | Ігор Мусієнко Сумська область                                                        | 19,48 SB    | Віктор Самолюк Київська область                                                         | 18,01 SB    | Степан Дем'янчук Львівська область                                           | 17,40       |
| Метання диска             | Микита Нестеренко Харківська область                                                 | 55,10 SB    | Олексій Кирилін Черкаська область                                                       | 52,22 PB    | Олександр Шилівський Тернопільська область                                   | 50,85 PB    |
| Метання молота            | Михайло Кохан Дніпропетровська область                                               | 75,39       | Гліб Піскунов Херсонська область                                                        | 72,94 SB    | Сергій Перевозніков Закарпатська область                                     | 69,68 SB    |
| Метання списа             | Олександр Ничипорчук Київ                                                            | 72,36 SB    | Микола Калюш Рівненська область                                                         | 65,20 SB    | Дмитро Шеремет Львівська область                                             | 64,87       |
| Десятиборство             | Олексій Касьянов Запорізька область                                                  | 7716        | Вадим Адамчук Вінницька область                                                         | 6836        | Ярослав Богдан Київська область                                              | 6692        |

### Жінки
| Дисципліни                | Золото                                                                             | Золото      | Срібло                                                                     | Срібло      | Бронза                                                                                  | Бронза      |
| ------------------------- | ---------------------------------------------------------------------------------- | ----------- | -------------------------------------------------------------------------- | ----------- | --------------------------------------------------------------------------------------- | ----------- |
| 100 метрів                | Яна Качур Київ                                                                     | 11,76 SB    | Тетяна Мельник Київ                                                        | 11,80 SB    | Ганна Чубковцова Київ                                                                   | 11,96 SB    |
| 200 метрів                | Тетяна Мельник Київ                                                                | 23,59 SB    | Ганна Чубковцова Київ                                                      | 24,09       | Тетяна Кайсен Дніпропетровська область                                                  | 24,76 SB    |
| 400 метрів                | Анна Рижикова Дніпропетровська область                                             | 51,70 PB    | Катерина Климюк Запорізька область                                         | 51,84 PB    | Аліна Логвиненко Донецька область                                                       | 52,62 SB    |
| 800 метрів                | Ольга Ляхова Полтавська область                                                    | 2.03,49     | Світлана Жульжик Рівненська область                                        | 2.05,04     | Дар'я Вдовиченко Київська область                                                       | 2.05,07 PB  |
| 1500 метрів               | Орися Дем'янюк Львівська область                                                   | 4.21,67 PB  | Анна Міщенко Харківська область                                            | 4.22,67 SB  | Вікторія Ковба Київ                                                                     | 4.25,57 PB  |
| 5000 метрів               | Юлія Шматенко Харківська область                                                   | 15.49,59 SB | Валерія Зіненко Полтавська область                                         | 16.34,63 SB | Олеся Дідоводюк Закарпатська область                                                    | 16.38,07 PB |
| 100 метрів з бар'єрами    | Анна Плотіцина Київська область                                                    | 13,35 SB    | Ганна Чубковцова Київ                                                      | 13,60       | Олена Яновська Вінницька область                                                        | 13,87       |
| 400 метрів з бар'єрами    | Вікторія Ткачук Донецька область                                                   | 55,60 SB    | Марія Миколенко Донецька область                                           | 56,72       | Тетяна Безшийко Черкаська область                                                       | 59,17 SB    |
| 3000 метрів з перешкодами | Наталія Стребкова Тернопільська область                                            | 10.01,77 SB | Ганна Жмурко Чернігівська область                                          | 10.28,51 SB | Вікторія Федчик Рівненська область                                                      | 10.56,16 SB |
| 4×100 метрів              | КиївІрина Панаріна Тетяна Мельник Ганна Чубковцова Яна Качур                       | 45,55       | Вінницька областьОлена Яновська Марія Черкас Юлія Чехівська Анна Дорофєєва | 47,26       | Харківська областьАнастасія Черненко Карина Файнберг Жанна Ярушевська Єва Подгородецька | 47,34       |
| 4×400 метрів              | Донецька областьВікторія Ткачук Марія Миколенко Олена Радюк-Кючук Аліна Логвиненко | 3.44,50     | Вінницька областьІнна Ковтун Тетяна Дорошенко Марія Черкас Юлія Чехівська  | 3.50,60     | Львівська областьЮлія Григор'єва Орися Дем'янюк Рената Механчук Мар'яна Шостак          | 3.51,69     |
| Стрибки у висоту          | Оксана Окунєва Миколаївська область                                                | 1,92 SB     | Юлія Чумаченко Донецька область                                            | 1,86 SB     | Лілія Клінцова Харківська область                                                       | 1,80        |
| Стрибки з жердиною        | Марина Килипко Харківська область                                                  | 4,40 SB     | Яна Гладійчук Київ                                                         | 4,30 SB     | Юлія Козуб Миколаївська область                                                         | 4,00 PB     |
| Стрибки в довжину         | Марина Бех-Романчук Хмельницька область                                            | 6,81        | Крістіна Гришутіна Рівненська область                                      | 6,41 SB     | Оксана Мартинова Харківська область                                                     | 6,25        |
| Потрійний стрибок         | Ірина Піменова Харківська область                                                  | 13,40 SB    | Тетяна Пташкіна Луганська область                                          | 13,39 SB    | Марія Сіней Київ                                                                        | 13,39 PB    |
| Штовхання ядра            | Ольга Голодна Київська область                                                     | 16,02 SB    | Тетяна Кравченко Київська область                                          | 15,25 SB    | Світлана Марусенко Черкаська область                                                    | 14,68 SB    |
| Метання диска             | Наталія Семенова Донецька область                                                  | 54,67 SB    | Дар'я Гаркуша Дніпропетровська область                                     | 48,72 SB    | Катерина Лебідь Дніпропетровська область                                                | 40,38       |
| Метання молота            | Ірина Климець Волинська область                                                    | 71,71       | Альона Шамотіна Дніпропетровська область                                   | 66,93       | Юлія Кисильова Херсонська область                                                       | 58,85 SB    |
| Метання списа             | Тетяна Ничипорчук Київ                                                             | 54,03       | Маргарита Дорожон Ізраїль                                                  | 53,79 SB    | Ганна Гацько Запорізька область                                                         | 50,75 SB    |
| Семиборство               | Аліна Шух Київська область                                                         | 6215        | Ганна Касьянова Запорізька область                                         | 5962        | Анастасія Мохнюк Київська область                                                       | 5925        |

## Окремі чемпіонати

### Стадіонні дисципліни
- Зимовий чемпіонат України з легкоатлетичних метань 2020 був проведений 14-16 лютого в Мукачеві. Чемпіони визначались у трьох метальних дисциплінах (метання диска, метання молота та метання списа). Чемпіонат був визначальним етапом відбору до складу національної збірної для участі в Кубку Європи з метань[3].
- Чемпіонат України з бігу на 10000 метрів 2020 первісно планувався до проведення на 25 квітня в Ужгороді на стадіоні «Авангард», проте був перенесений на невизначений термін через пандемію коронавірусної хвороби[1]. Згодом чемпіонат було остаточно призначено на 15 серпня в Луцьку[4].

#### Чоловіки
| Дисципліни               | Золото                                   | Золото      | Срібло                                     | Срібло      | Бронза                                | Бронза      |
| ------------------------ | ---------------------------------------- | ----------- | ------------------------------------------ | ----------- | ------------------------------------- | ----------- |
| Метання диска (зимовий)  | Микита Нестеренко Харківська область     | 55,66 SB    | Іван Поваляшко Сумська область             | 51,64 SB    | Дмитро Олексенко Сумська область      | 50,34 SB    |
| Метання молота (зимовий) | Сергій Перевозніков Закарпатська область | 72,68 SB    | Михайло Гаврилюк Івано-Франківська область | 71,30       | Петро Вівчарук Рівненська область     | 60,10 SB    |
| Метання списа (зимовий)  | Дмитро Шеремет Львівська область         | 73,18 SB    | Микола Калюш Рівненська область            | 69,54 SB    | Олександр Козубський Київ             | 65,75 SB    |
| 10000 метрів             | Богдан-Іван Городиський Київ             | 28.31,29 SB | Василь Коваль Житомирська область          | 29.02,20 SB | Артем Казбан Дніпропетровська область | 29.09,61 PB |

#### Жінки
| Дисципліни               | Золото                             | Золото      | Срібло                                   | Срібло      | Бронза                                     | Бронза      |
| ------------------------ | ---------------------------------- | ----------- | ---------------------------------------- | ----------- | ------------------------------------------ | ----------- |
| Метання диска (зимовий)  | Наталія Семенова Донецька область  | 55,64 SB    | Світлана Марусенко Черкаська область     | 43,93 PB    | Олександра Лещенко Сумська область         | 30,56 SB    |
| Метання молота (зимовий) | Ірина Климець Волинська область    | 69,35 SB    | Альона Шамотіна Дніпропетровська область | 65,86 SB    | Юлія Кисильова Херсонська область          | 58,94 SB    |
| Метання списа (зимовий)  | Ганна Гацько Запорізька область    | 60,45 SB    | Тетяна Ничипорчук Київ                   | 51,20 SB    | Анастасія Іванова Дніпропетровська область | 44,30 SB    |
| 10000 метрів             | Валерія Зіненко Полтавська область | 32.42,72 PB | Євгенія Прокоф'єва Київ                  | 32.53,20 PB | Богдана Семьонова Донецька область         | 33.01,55 PB |

### Шосейна спортивна ходьба
- Зимовий чемпіонат України зі спортивної ходьби 2020 був проведений 14 березня в Івано-Франківську[5].
- Чемпіонат України зі спортивної ходьби на 20 кілометрів 2020 первісно планувався до проведення на 16 червня в Сумах, проте спочатку був перенесений на невизначений термін через пандемію коронавірусної хвороби[1], а згодом відбувся 18 жовтня в Івано-Франківську.
- Чемпіонат України зі спортивної ходьби на 50 кілометрів 2020 був проведений 18 жовтня в Івано-Франківську[6].

#### Чоловіки
| Дисципліни                     | Золото                            | Золото     | Срібло                            | Срібло     | Бронза                                    | Бронза     |
| ------------------------------ | --------------------------------- | ---------- | --------------------------------- | ---------- | ----------------------------------------- | ---------- |
| Ходьба 20 кілометрів (зимовий) | Едуард Забуженко Київська область | 1:20.46 PB | Віктор Шумік Волинська область    | 1:21.35    | Назар Коваленко Київська область          | 1:21.55 SB |
| Ходьба 20 кілометрів           | Іван Лосев Київська область       | 1:21.44 SB | Едуард Забуженко Київська область | 1:22.05    | Назар Коваленко Київська область          | 1:22.28    |
| Ходьба 35 кілометрів (зимовий) | Сергій Будза Київська область     | 2:37.18 SB | Антон Радько Сумська область      | 2:37.38 SB | Дмитро Собчук Волинська область           | 2:40.07 SB |
| Ходьба 50 кілометрів           | Ігор Главан Київська область      | 3:47.31 SB | Сергій Будза Київська область     | 3:49.47 SB | Валерій Літанюк Івано-Франківська область | 3:52.58 SB |

#### Жінки
| Дисципліни                     | Золото                                    | Золото     | Срібло                                 | Срібло     | Бронза                           | Бронза     |
| ------------------------------ | ----------------------------------------- | ---------- | -------------------------------------- | ---------- | -------------------------------- | ---------- |
| Ходьба 20 кілометрів (зимовий) | Людмила Оляновська Київська область       | 1:29.13 SB | Олена Собчук Волинська область         | 1:29.54    | Марія Сахарук Волинська область  | 1:30.22    |
| Ходьба 20 кілометрів           | Людмила Оляновська Київська область       | 1:29.18 SB | Марія Сахарук Волинська область        | 1:29.43 SB | Олена Собчук Волинська область   | 1:30.05 SB |
| Ходьба 35 кілометрів (зимовий) | Валентина Мирончук Волинська область      | 2:56.34 SB | Олександра Оляновська Київська область | 3:15.20 PB | Оксана Кулагіна Київська область | 3:19.28    |
| Ходьба 50 кілометрів           | Христина Юдкіна Івано-Франківська область | 4:32.30 SB | Тамара Гаврилюк Житомирська область    | 4:38.36 PB | Оксана Кулагіна Київська область | 4:50.38 PB |

### Трейл, гірський біг та крос
- Національні чемпіонати з трейлу, гірського бігу (вгору-вниз, вгору, довга дистанція) та кросу були скасовані через пандемію коронавірусної хвороби та очікуване у зв'язку з цим зменшення бюджетного фінансування[1][7].

### Шосейний біг
- Чемпіонат України з напівмарафону 2020 первісно планувався до проведення 15 травня в Ковелі, проте через пандемію коронавірусної хвороби та очікуване у зв'язку з цим зменшення бюджетного фінансування був спочатку перенесений на невизначений термін[1], а згодом відбувся 13 вересня[8].
- Чемпіонат України з 12-годинного, добового та 48-годинного бігу 2020 був проведений 14-16 серпня у Вінниці[9].
- Національні чемпіонати з інших дисциплін шосейного бігу (біг на 1 милю, 10, 50 та 100 кілометрів, марафонський біг) були скасовані через пандемію коронавірусної хвороби та очікуване у зв'язку з цим зменшення бюджетного фінансування[1][10].

#### Чоловіки
| Дисципліни      | Золото                                  | Золото     | Срібло                                 | Срібло     | Бронза                                | Бронза     |
| --------------- | --------------------------------------- | ---------- | -------------------------------------- | ---------- | ------------------------------------- | ---------- |
| Напівмарафон    | Богдан-Іван Городиський Київ            | 1:04.00 PB | Микола Нижник Київ                     | 1:05.05 SB | Ігор Порозов Дніпропетровська область | 1:05.08 SB |
| 12-годинний біг | Олександр П'ятаков Закарпатська область | 116,705 км | Максим Попов Житомирська область       | 112,466 км | Андрій Козир Закарпатська область     | 107,326 км |
| Добовий біг     | Володимир Ханас Закарпатська область    | 215,879 км | Дмитро Міхєєв Дніпропетровська область | 203,602 км | Тарас Христенко Київ                  | 193,945 км |
| 48-годинний біг | Валерій Шажко Львівська область         | 314,737 км | Дмитро Краснов Одеська область         | 311,235 км | Дмитро Войтко Одеська область         | 285,898 км |

#### Жінки
| Дисципліни      | Золото                          | Золото     | Срібло                                    | Срібло     | Бронза                             | Бронза     |
| --------------- | ------------------------------- | ---------- | ----------------------------------------- | ---------- | ---------------------------------- | ---------- |
| Напівмарафон    | Євгенія Прокоф'єва Київ         | 1:11.14 PB | Вікторія Хапіліна Донецька область        | 1:12.24 PB | Олександра Шафар Волинська область | 1:13.20 SB |
| 12-годинний біг | Анна Рангаєва Одеська область   | 110,100 км | Катерина Долган Житомирська область       | 94,743 км  | Людмила Бруквенко Київ             | 56,056 км  |
| Добовий біг     | Міхаела Енгларо Болгарія        | 193,684 км | Валентина Ковальська Миколаївська область | 187,389 км | Вікторія Ніколаєнко Київ           | 185,348 км |
| 48-годинний біг | Ольга Стадник Львівська область | 261,804 км | Світлана Самаріна Київ                    | 229,248 км | Ірина Петренко Київська область    | 222,202 км |

## Онлайн-трансляція
Легка атлетика України здійснювала вебтрансляцію основного чемпіонату (29-30 серпня) та чемпіонату зі спортивної ходьби (18 жовтня) на власному YouTube-каналі.

### Основний чемпіонат
- Основна трансляція:
  -  День 1 (ранкова сесія) на YouTube
  -  День 1 (вечірня сесія) на YouTube
  -  День 2 (ранкова сесія) на YouTube
  -  День 2 (вечірня сесія) на YouTube
- Трансляція окремих дисциплін:
  - День 1 (29 серпня):
    -  Ранкова сесія (висота) на YouTube
    -  Ранкова сесія (довжина, потрійний) на YouTube
    -  Вечірня сесія (висота) на YouTube
    -  Вечірня сесія (довжина, потрійний) на YouTube
    -  Вечірня сесія (жердина, спис) на YouTube
    -  Вечірня сесія (молот, диск) на YouTube
    -  Вечірня сесія (ядро) на YouTube

  - День 2 (30 серпня):
    -  Ранкова сесія (жердина, спис) на YouTube
    -  Ранкова сесія (молот, диск) на YouTube
    -  Вечірня сесія (висота) на YouTube
    -  Вечірня сесія (довжина, потрійний) на YouTube
    -  Вечірня сесія (жердина, спис) на YouTube

### Чемпіонат з ходьби
- Трансляція на YouTube